# Shenzhen World Trade Center

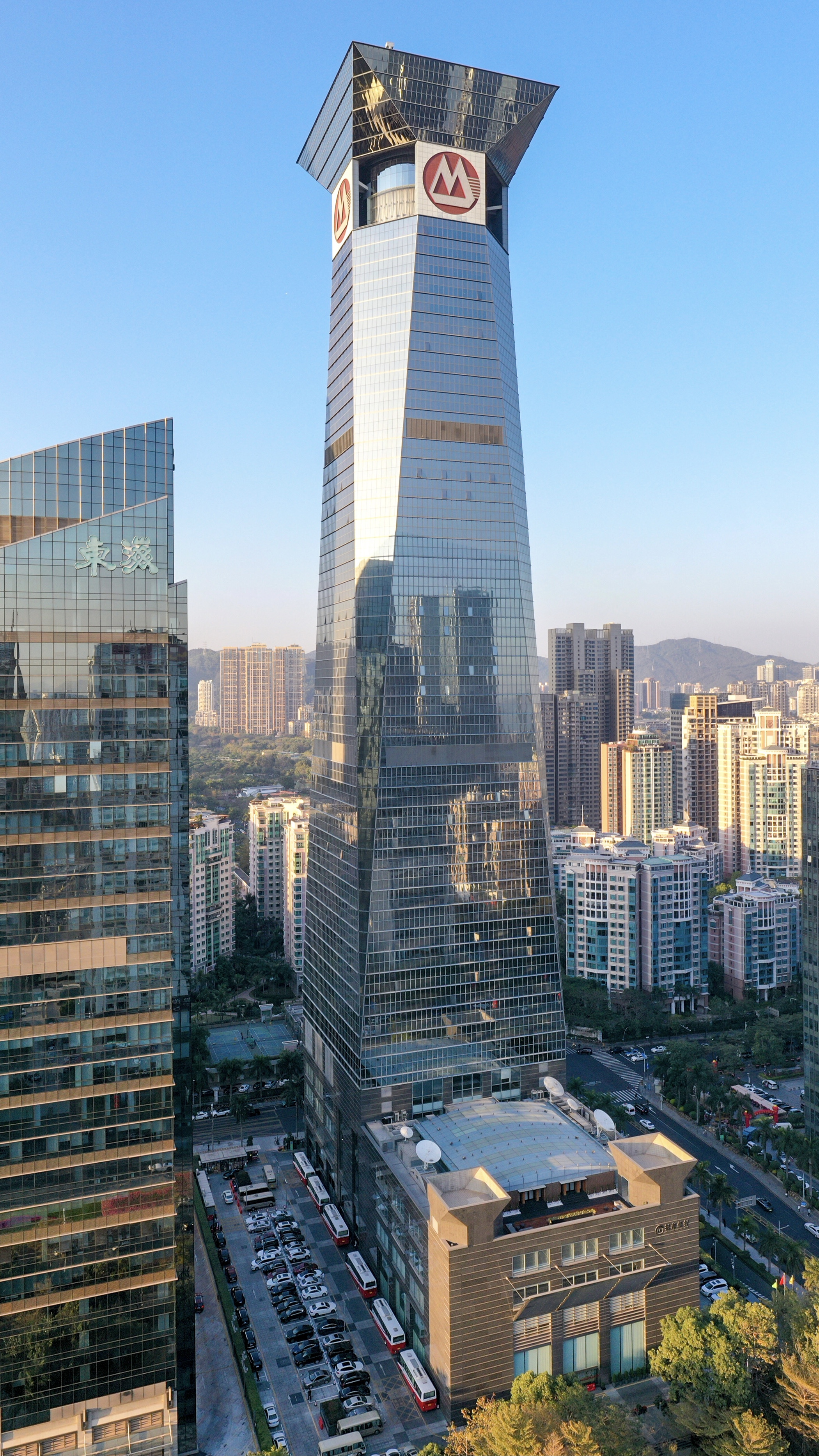
China Merchants Bank Tower ou Shenzhen World Trade Centre é um edifício de 53 andares no Distrito de Futian.

Shenzhen World Trade Center é um arranha-céu, actualmente é o 176º arranha-céu mais alto do mundo, com 225 metros (738 ft). Edificado na cidade de Shenzhen, China, foi concluído em 2001 com 50 andares.